# Petar Popović (hrvatski košarkaš)
Petar Popović je hrvatski košarkaš, bivši jugoslavenski reprezentativac, rođen u Kraljevu, u Srbiji. Petrov otac se 1943. seli u Zadar.
Igrao je na položaju beka. Igrao je '80-ih, '90-ih i 2000-ih. Bio je poznat po dalekometnim ubačajima.
Svojim legendarnim drugim poluvremenom (u prvom nije dao ni koša) te igrom u produžetcima je pridonio Zadrovom iznenađenju stoljeća, kada su u sezoni 1985./86. pobijedili Cibonu u trećoj utakmici doigravanja; postigao je 36 koševa, od toga šest "trica".
1986./87. je igrao u Kupu europskih prvaka, u kojem su na kraju osvojili 4. mjesto. Igrali su Stojko Vranković, Arijan Komazec, Petar Popović, Veljko Petranović, Ante Matulović, Ivica Obad, Stipe Šarlija, Branko Skroče, Darko Pahlić, Draženko Blažević, a trenirao ih je Lucijan Valčić.
Obiteljski kafić "Time-out" je 1991. nakon ubojstva jednog policajca razbijen kao i nekoliko drugih lokala. Kasnije je ponovno otvoren, ali nakon žešćih ratnih sukoba obitelj Popović odlazi u Zagreb.

## Igračka karijera

### Klupska karijera
U karijeri je igrao za "Zadar", "Benston" itd.
Igranja se ostavio u kasnijoj dobi.